# Jardiner gros
El jardiner gros (Chlamydera nuchalis) és un ocell de la família dels ptilonorrínquids (Ptilonorhynchidae).

## Hàbitat i distribució
Habita la selva pluvial, boscos i matolls de la zona costanera del nord d'Austràlia des del nord-est d'Austràlia Occidental, cap a l'est, a través del Territori del Nord fins al nord de Queensland.